# Drosophila novitskii
Drosophila novitskii este o specie de muște din genul Drosophila, familia Drosophilidae, descrisă de Sulerud și Miller în anul 1966. Conform Catalogue of Life specia Drosophila novitskii nu are subspecii cunoscute.